# Gôi
Gôi là thị trấn huyện lỵ của huyện Vụ Bản, tỉnh Nam Định, Việt Nam.
Thị trấn Gôi có diện tích 4,75 km², dân số năm 1999 là 6.339 người, mật độ dân số đạt 1.335 người/km².